# Halle-Ingooigem 2017
La Halle-Ingooigem 2017, settantesima edizione della corsa e valevole come evento dell'UCI Europe Tour 2017 categoria 1.1, si svolse il 21 giugno 2017 su un percorso di 201 km, con partenza da Halle e arrivo a Ingooigem, in Belgio. La vittoria fu appannaggio del francese Arnaud Démare, il quale completò il percorso in 4h39'52", alla media di 43,092 km/h, precedendo i belgi Edward Theuns e Iljo Keisse.
Sul traguardo di Ingooigem 92 ciclisti, su 152 partiti da Halle, portarono a termine la competizione.

## Squadre e corridori partecipanti
| N.      | Cod. | Squadra                     |
| ------- | ---- | --------------------------- |
| 1-8     | VWC  | Veranda's Willems-Crelan    |
| 11-18   | LTS  | Lotto Soudal                |
| 21-28   | FDJ  | FDJ                         |
| 31-38   | TLJ  | Team Lotto NL-Jumbo         |
| 41-48   | BEL  | Belgio                      |
| 52-56   | QST  | Quick-Step Floors           |
| 61-68   | FVC  | Fortuneo-Vital Concept      |
| 71-78   | RNL  | Roompot-Nederlandse Loterij |
| 81-88   | SVB  | Sport Vlaanderen-Baloise    |
| 92-98   | COF  | Cofidis, Solutions Crédits  |
| 101-108 | WGG  | Wanty-Groupe Gobert         |

| N.      | Cod. | Squadra                          |
| ------- | ---- | -------------------------------- |
| 111-118 | WVA  | WB Veranclassic Aquality Protect |
| 121-128 | SKT  | An Post Chain Reaction           |
| 132-138 | BEC  | Beobank-Corendon                 |
| 141-148 | CIB  | Cibel-Cebon                      |
| 151-158 | ERC  | ERA-Circus                       |
| 161-168 | IWS  | IsoWhey Sports SwissWellness     |
| 171-178 | MNG  | Marlux Napoleon Games            |
| 181-188 | PSV  | Pauwels sauzen-Vastgoedservice   |
| 191-198 | PCW  | T.Palm Pôle Continental Wallon   |
| 201-208 | TIS  | Tarteletto-Isorex                |

## Ordine d'arrivo (Top 10)
| Pos. | Corridore          | Squadra    | Tempo    |
| ---- | ------------------ | ---------- | -------- |
| 1    | Arnaud Démare      | FDJ        | 4h39'52" |
| 2    | Edward Theuns      | Belgio     | s.t.     |
| 3    | Iljo Keisse        | Quick-Step | s.t.     |
| 4    | Maxime Daniel      | Fortuneo   | s.t.     |
| 5    | Coen Vermeltfoort  | Roompot    | s.t.     |
| 6    | Yorben Van Tichelt | ERA        | s.t.     |
| 7    | Timothy Dupont     | Veranda's  | s.t.     |
| 8    | Jens Debusschere   | Lotto      | s.t.     |
| 9    | Roy Jans           | WB Veran.  | s.t.     |
| 10   | Joeri Stallaert    | Cibel      | s.t.     |